# Église huguenote de Charleston
L'église huguenote de Charleston est un édifice religieux, situé dans le quartier français de Charleston au centre-ville de Charleston. L'église est construite par les réfugiés huguenots dès le XVIIe siècle.  Elle est reconstruite en 1844 et conçue par l'architecte Edward Brickell White (en), c'est la plus ancienne église néogothique en Caroline du Sud. Ce monument est inscrit au Registre national des lieux historiques des États-Unis. La congrégation dont les origines remontent à 1680 est la seule église huguenote indépendante aux États-Unis.
Lors de la révocation de l'édit de Nantes en 1685, ou parfois un peu avant en raison des persécutions, de nombreux huguenots ont fui la France pour diverses parties du monde, y compris Charleston. La congrégation de l'Église huguenote de Charleston comporte au début un grand nombre de ces réfugiés, et leurs descendants ont continué à jouer un rôle dans les affaires de l'église pendant de nombreuses décennies. L'église a été à l'origine affiliée au calvinisme, et sa doctrine conserve encore des éléments de doctrine calviniste. Les services de l'église continuent de suivre la liturgie française jusqu'au XVIIIe siècle, mais se déroulent ensuite en anglais.
L'église est située dans le quartier français de Charleston, nom qui lui a été donné en 1973 pour sa conservation. Ce nom indique que la région avait une concentration historiquement élevée de marchands français.

## Histoire

### Émigration
Les huguenots, qui étaient des calvinistes français émigrés de France en raison de l'intolérance des autorités à l'égard de leur conviction religieuse, s'installent dans d'autres parties du monde au XVIe siècle. Ils fondent des colonies comme fort Caroline en Floride et Charlesfort, ou s'installent dans des zones déjà établies, comme l'Afrique du Sud, la Grande-Bretagne, et les colonies existantes, telles que New York et la Virginie. En 1598, le roi Henri IV de France a promulgué l'édit de Nantes qui donne certains droits et protections aux huguenots. Cet édit est révoqué par Louis XIV en 1685 à l'issue d'une période de persécutions intenses qui lui permettait de penser que le protestantisme avait été éradiqué en France. Ces persécutions, et finalement l'interdiction du protestantisme en 1685, provoquent un exode massif des huguenots de France.

### Création
Un groupe de 45 huguenots arrive à Charleston en avril 1680, après avoir été envoyé dans cette colonie par le roi d'Angleterre Charles II pour travailler comme artisans, et commence à organiser des services sporadiques l'année suivante : le révérend Phillipe Trouillard  semble avoir effectué le premier service. En 1687, Elias Prioleau devient le premier pasteur ordinaire de l'église. Prioleau avait été pasteur d'une église dans la ville française de Pons en Charente-Maritime avant que son église soit démolie en 1685 . Prioleau est resté pasteur de l'Église huguenote de Charleston jusqu'à sa mort en 1699.

### Les familles
Les familles associées à l'église dans ses premières années sont les Gourdin, Ravenel, Porcher, de Saussure, Huger, Mazyck, Lamar et Lanier. Les premières années de l'église sont difficiles à connaître en raison de la perte de ses premiers registres détruits lors d'un incendie en 1740. Les familles associées à l'église ensuite sont les Bacot, de la Plaine, Maury, Gaillard, Meserole, Macon, Gabeau, Cazenove, l'Hommedieu, l'Espenard, Serre, Marquand, Bavard, Baudouin, Marion, Laurens, Boudinot, Gibert, Robert et Fontaine. Des huguenots ont continué à migrer vers la Caroline tout au long de la première moitié du XVIIIe siècle, bien que la plupart de leurs congrégations aient été progressivement absorbées par l'Église épiscopale.

### Reconstruction
La première église huguenote, située sur le site de l'église actuelle, a été détruite par les autorités de la ville pour arrêter la propagation du feu d'un incendie en 1796. Elle a été remplacée par une église en brique simple en 1800. En raison d'une baisse des effectifs et de l'assiduité, l'église a fermé en 1832.
Le bâtiment a été démoli en 1844 pour faire place à l'église actuelle achevée l'année suivante en 1845. Elle rouvre ses portes et ses offices cette année-là. Cette troisième église a subi des dommages au cours de la guerre civile américaine et lors du tremblement de terre de Charleston de 1886. Elle a été restaurée avec les fonds de Charles Lanier de New York, un descendant des premiers huguenots. L'église est entourée d'un cimetière où de nombreux huguenots sont enterrés.
En raison d'une baisse des effectifs au début du XIXe siècle, l'église a commencé à traduire la liturgie français en anglais en 1828, avec la nouvelle liturgie en anglais, un nouveau bâtiment complexe, et des pasteurs charismatiques pasteurs au XIXe siècle comme Charles Howard et Charles Vedder, membre de l'église. Sa fréquentation a augmenté.
En 1912, le nombre des effectifs diminue à nouveau. Au cours du XXe siècle, l'église huguenote n'est plus utilisée pour les services religieux réguliers, et ne sert qu'à l'occasion de mariages entre membres de la communauté huguenote ou lors de récitals d'orgue, ou encore pour certains services occasionnels organisés par la Société huguenote de Caroline du Sud.

## Conception et construction
L'église actuelle a été conçue par Edward Brickell White (en), un architecte local qui a également conçu un certain nombre d'édifices de style grecs et romains dans la région, notamment à Market Hall (en), le clocher de la Saint-Église épiscopale de Philippe (Charleston) (en), et l'Église évangélique luthérienne de Matthieu (en). L'église a été construite par l'entrepreneur local Ephraïm Curtis.
L'orgue de l'église, acheté en 1845, est conçu par Henry Erben (1801-1883). Un «tracker» relie les touches et les soupapes des tuyaux, et répond à l'organiste plus vite que les mécanismes modernes. Le ton de l'orgue est similaire aux orgues utilisés pendant la période baroque.

## Utilisation actuelle
La congrégation d'aujourd'hui date de 1983.  L'église huguenote célèbre à présent ses services religieux en anglais, bien que, depuis 1950, un culte annuel en français soit organisé pour célébrer le printemps. La paroisse adhère toujours à la théologie calviniste. Ses liturgies sont dérivées de celles en usage dans le Canton de Neuchâtel et Valangin, en 1737 et 1772. L'église est dirigée par un conseil d'administration et conseil des anciens.
L'église huguenote est un site du National Historic Landmark.